# Новомайданецкое
Новомайданецкое (укр. Новомайданецьке) — посёлок в Тальновском районе Черкасской области Украины.

## История
В июле 1995 года Кабинет министров Украины утвердил решение о приватизации находившегося здесь совхоза.
Население по переписи 2001 года составляло 300 человек.

## Местный совет
20442, Черкасская обл., Тальновский р-н, с. Майданецкое, ул. Ленина, 27